# العجاج الشاعر
أبو الشعثاء عبد الله بن رؤبة بن لبيد بن صخر السعدي التميمي راجز مجيد، من الشعراء، ولد في الجاهلية وقال الشعر فيها، ثم أدرك الإسلام وأسلم وعاش إلى أيام الوليد بن عبد الملك و كان بعيداً عن الهجاء. له ابن يعتبر من شعراء الدولتين الأموية والعباسية

## نسبه
هو العجاج بن رؤبة بن لبيد بن صخر بن كثيف بن عميرة بن حُنَي بن ربيعة بن سعد بن مالك بن سعد بن زيد مناة بن تميم بن مر السعدي التميمي.

## من شعره
وقد ذكر كتاب الكامل في معرفة ضعفاء المحدثين وعلل الحديث ان العجاج انشد النبي محمد عليه الصلاة و السلام هذين البيتين ولم ينكره عليه.